# Donata Helmrich

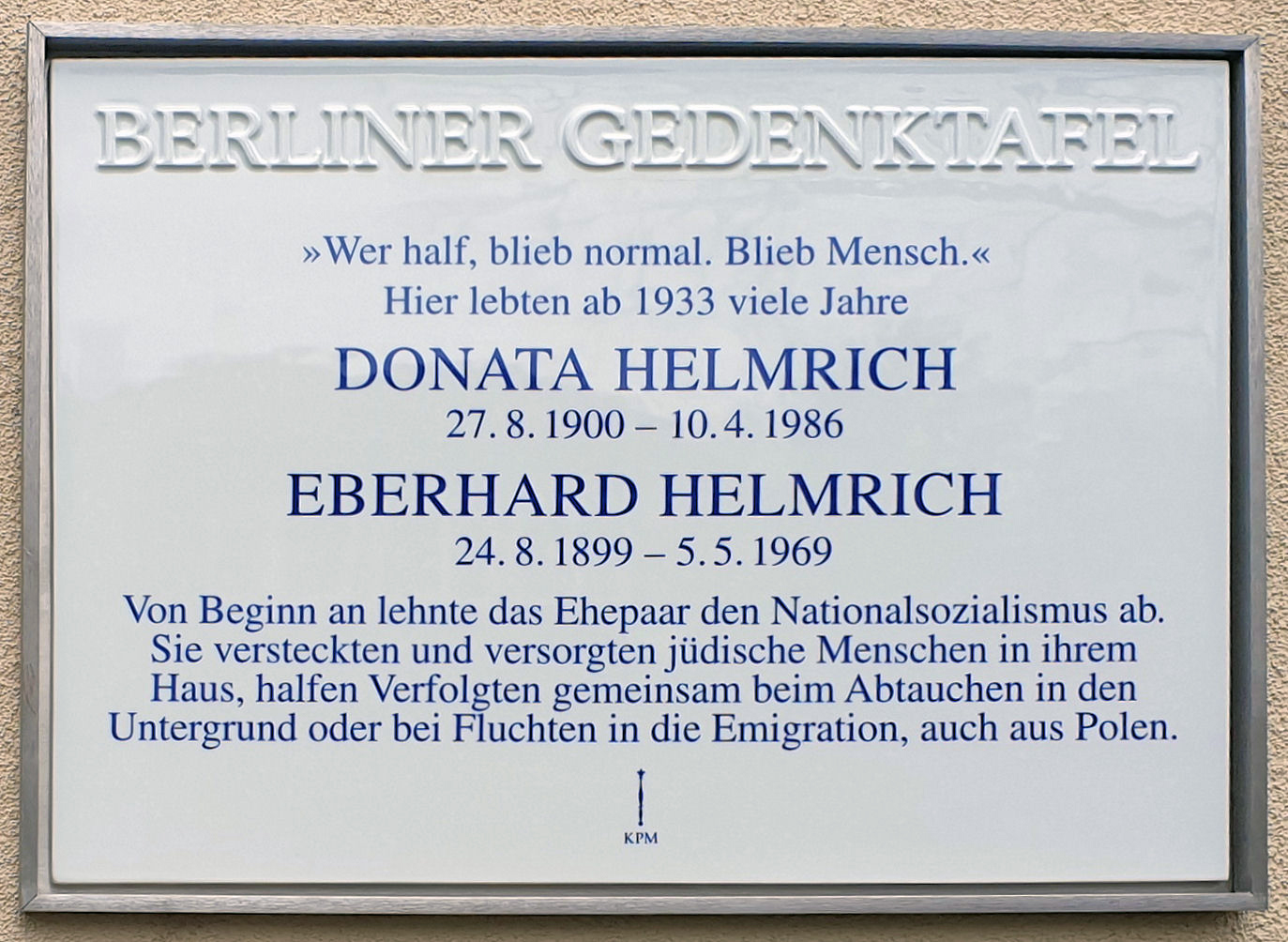
Berliner Gedenktafel am Haus, Westendallee 99f, in Berlin-Westend

Donata Helmrich (* 27. August 1900 in Loschwitz bei Dresden als Maria Annalise Donata Hardt; † 10. April 1986) gehört zu den in der Liste der Gerechten unter den Völkern aus Deutschland genannten Personen. In der Zeit des Nationalsozialismus rettete sie gemeinsam mit ihrem Ehemann Eberhard Helmrich zahlreichen jüdischen Verfolgten das Leben.

## Leben
Donata Helmrich heiratete 1933 Eberhard Helmrich, einen Berliner Landwirtschaftsexperten, und war Mutter von vier Kindern, darunter die spätere Politikerin Cornelia Schmalz-Jacobsen. Sie half jüdischen Freunden und Bekannten, indem sie diese versteckte oder gefälschte Papiere besorgte, auch tarnte sie jüdische Ukrainerinnen als Hausmädchen in Berlin und vermittelte diese in der Nachbarschaft. In der Nachkriegszeit arbeitete Donata Helmrich unter anderem als Dolmetscherin für die CDU-Politiker Konrad Adenauer und Gerhard Schröder. Nach der Pensionierung lebte sie auf Sylt, wo sie nach ihrem Tod auf dem Keitumer Friedhof beigesetzt wurde.

## Ehrungen
Für die Rettung von Juden im Nationalsozialismus wurde sie durch den Staat Israel als Gerechte unter den Völkern geehrt, indem 1986 im Garten der Gerechten unter den Völkern der Gedenkstätte Yad Vashem ein Baum für sie gepflanzt wurde. Dieselbe Ehrung wurde Eberhard Helmrich bereits 1965 zuteil.
Am 22. März 2024 wurde an ihrem ehemaligen Wohnort, Berlin-Westend, Westendallee 99f, eine Berliner Gedenktafel für sie und ihren Ehemann enthüllt.
Im Rahmen der Serie "Frauen im Widerstand gegen den Nationalsozialismus" erschien im August 2025 eine Sondermarke zu ihrem Gedenken im Nennwert von 0,95 €.